# Roland Kovac
Roland Kovac (* 7. November 1927 in Wien; † 20. Februar 2013 in Samedan, Schweiz) war ein österreichischer Jazzmusiker (Piano, Klarinette und Saxophon, Komposition, Arrangements), Pseudonyme:  Bob Elger, Luis Meguel, Pietro Leguani.

## Leben und Wirken
Kovac lernte ab 1933 Klavier, war von 1935 bis 1938 bei den Wiener Sängerknaben und studierte Klarinette an der Musikschule der Stadt Wien (ab 1941), anschließend dann bis zur Promotion Über die Harmonik in der Musik des Spätbarock (1952) Musikwissenschaft an der Universität Wien. Insbesondere durch seine Zusammenarbeit mit Hans Koller wurde er auch international bekannt: 1954 trat er mit Koller im Duo auf dem Deutschen Jazzfestival Frankfurt auf, gehörte dann bis 1956 dessen New Jazz Stars mit Albert Mangelsdorff bzw. Willi Sanner an und schrieb anspruchsvolle Kompositionen für ihn. Im Weiteren spielte der damals dem Cool Jazz verhaftete Pianist mit Lee Konitz und mit Lars Gullin zusammen. Ende der 1950er Jahre entwickelte er sich zunächst pianistisch zum Hardbop hin und spielte gelegentlich mit Klaus Doldinger und mit Stu Hamer.
Auftragskompositionen von ihm wurden auf den Tagen der leichten Musik 1955 in Stuttgart und beim Weltmusikfest 1956 aufgeführt. Anschließend schrieb Kovac für die Orchester von Kurt Edelhagen und das SFB-Tanzorchester, das er von 1960 bis 1962 leitete, trat aber auch anlässlich von Südwestfunk-Jazzsessions 1958 wieder mit Koller und mit Zoot Sims und Kenny Clarke auf. Er verfasste Filmmusiken (Ruf aus dem Äther, 1951; Das Totenschiff, 1959; Deine Zärtlichkeiten, 1969; Jonathan, 1970) sowie Fernsehmusiken und war in den 1960er Jahren als Arrangeur tätig. 1968 komponierte er eine Motette für Big Band. In den frühen 1970ern  experimentierte er mit frühen Formen einer vom Easy Listening beeinflussten Fusions-Funktionsmusik und legte mehrere Alben mit Sigi Schwab, Peter Trunk, Charly Antolini und Brian Auger vor. 1988 nahm er sein Soloalbum The Einstein Concerto auf.
Seine Musik hat nach dem Urteil von Joachim Ernst Berendt zwar nicht „geswungen“, „aber sie war ein ganz und gar eigener, autonomer Beitrag, wie er auf der europäischen – und zumal der deutschen – Szene selten war.“ 
Roland Kovac verstarb (laut Falter 9/15 – Seite 32) am 20. Februar 2013 nach einem Skiunfall bei St. Moritz im Spital von Samedan.

## Diskographische Hinweise
- Roland Kovac; Piano Time in Germany (Mod Records, 1955)
- Hans Koller, Koller Plays Kovac (Emarcy, 1955)

## Lexigraphische Einträge
- Carlo Bohländer, Karl Heinz Holler, Christian Pfarr: Reclams Jazzführer. 5., durchgesehene und ergänzte Auflage. Reclam, Stuttgart 2000, ISBN 3-15-010464-5.
- Martin Kunzler: Jazz-Lexikon. Band 1: A–L (= rororo-Sachbuch. Bd. 16512). 2. Auflage. Rowohlt, Reinbek bei Hamburg 2004, ISBN 3-499-16512-0.